# Mr. No Legs
Mr. No Legs («Sr. Sin Piernas» en español) es una película de explotación, drama y acción estadounidense de 1978 dirigida por Ricou Browning y escrita por Jack Cowden.

## Argumento
Cuando la muerte de la hermana de Andy es arreglada para que parezca una sobredosis, Andy y su compañero policía Chuck investigan la situación y la relacionan con una red de importación de drogas que involucra al capo de la droga de Florida, D'Angelo, y su principal, Mr. No Legs, un hombre sin piernas que usa una silla de ruedas que está armada con dos escopetas integradas en los reposabrazos de su silla.

## Reparto
- Richard Jaeckel como Chuck.
- Ron Slinker como Andy.
- Lloyd Bochner como D'Angelo.
- Ted Vollrath como Mr. No Legs.
- Rance Howard como Lou, compañero de Mr. No Legs.
- Luke Halpin como Ken Wilson.
- John Agar como capitán de policía Hathaway.

## Producción
El director Ricou Browning y el guionista Jack Cowden fueron previamente cocreadores de la serie de televisión Flipper de la década de 1960.
El director Ricou Browning recordaría más tarde cómo se involucró en la película, diciendo: «El productor me llamó y me preguntó si estaría interesado en trabajar en una película con él. Dije "Sí" y fui y me reuní con él. Él dijo: "... tenemos una idea para un guion y una historia y nos gustaría que te involucraras". Dije, "Está bien, buscaré a Jack Cowden, quien es mi cuñado y me ayudó a escribir 'Flipper', para ayudar a escribir su programa. Así que Jack fue allí y se reunió con él y escribió el guion "Mister No Legs". La dirigí e incorporé a algunos actores que conocía, e hicimos esa película».
La película presenta secuencias de artes marciales, cortesía del artista marcial y doble amputado de la vida real Ted Vollrath, quien interpreta al personaje principal de Mr. No Legs. Mr. No Legs fue filmada en Tampa, Florida en 1975 bajo el título provisional de Killers Die Hard. El actor John Agar recordó que su cheque por la película rebotó y que el productor nunca le pagó. El director Browning también recordó con respecto a Ron Slinker que «el actor que interpretaba el papel de [Andy] actuaba por primera vez y era amigo del productor de la película. Richard [Jaeckel] lo ayudó con su actuación, mostrándole todos los detalles a lo largo de la película».
La película recibió un lanzamiento marginal en Europa bajo los títulos de Gun Fighter y Destructor.

## Recepción
Gene Freese en Richard Jaeckel, Hollywood's Man of Character, describe la película como «lo más evocador del cine de acción de bajo presupuesto de la década de 1970 que se puede encontrar», y describió el papel de Jaeckel así: «A pesar del bajo presupuesto, Jaeckel ofrece una actuación típicamente profesional en la que su personalidad brilla a través de su papel de buen policía que cuida de su compañero Ron Slinker». El libro también recopila una reseña del sitio web Cult Movie Forums, que dice: «El siempre simpático Richard Jaeckel es un protagonista decente».
Spinegrinder: The Movies Most Critics Won't Write About de Clive Davies escribe sobre la película (bajo el título The Amazing Mr. No Legs) que «Esta oscura [película] es horrible, pero será disfrutada por los fanáticos del cine malo (y tiene un gran título)».
Matt Rotman en Bonkers Ass Cinema afirma en tono inicialmente irónico, describe a la película afirmando que «una rareza de culto para siempre solo disponible en copias piratas de VHS y DVD, Mr. No Legs ha burlado a los fetichistas de la explotación durante décadas», y en broma compara su lema (Don't cross him or he'll cut you down to size, «No lo traiciones o te cortará a su altura») con el canto de las sirenas en la Odisea, diciendo «Al igual que Odiseo pasó toda su vida para llegar a casa, los creadores de Flipper, Ricou Browning y Jack Cowden, esperaron toda su vida para hacer esta película. Estoy bromeando, por supuesto, pero ¿qué es Mr. No Legs, sino el producto obvio de un proyecto de pasión, o al menos, el cumplimiento de algún destino deseado por los mismos dioses? Ambos hombres podrían haber pasado desapercibidos, viviendo de ese dulce dinero de delfín, pero no. Reunieron sus recursos, solicitaron todos los favores e hicieron... ¿esta película?». Rotman finalmente concluye en serio: «La película en sí está bien. Richard Jaeckel agrega un poco de encanto muy necesario, para su compañero de pantalla, Ron Slinker, que es un poco apestoso. [...] Mantenida unido por algunas escenas bastante alucinantes (me viene a la mente una pelea racial en un bar con una drag queen y una persona pequeña), Mr. No Legs mantiene un buen ritmo, incluso recompensando al espectador con una persecución de coches de 10 minutos gratuita. Y me refiero a gratuita literalmente: la trama ha concluido por completo antes de que comience la persecución, dejando todo el asunto sin sentido. Pero, de nuevo, ¿quién soy yo para quejarme de algo superfluo?».